# Algerijns voetballer van het jaar
Algerijns voetballer van het jaar is een prijs die elk voetbalseizoen wordt uitgereikt aan de beste speler met de Algerijnse nationaliteit. De prijs wordt sinds 2001 uitgereikt en tot dusver slaagden enkel Karim Ziani, Madjid Bougherra en Riyad Mahrez er in om deze trofee tweemaal te winnen.

## Winnaars
| Jaar | Winnaar          | Club                      | Land               |
| ---- | ---------------- | ------------------------- | ------------------ |
| 2001 | Djamel Belmadi   | Olympique Marseille       | Vlag van Frankrijk |
| 2002 | Ali Benarbia     | Manchester City FC        | Vlag van Engeland  |
| 2003 | Amar Ammour      | USM Alger                 | Vlag van Algerije  |
| 2004 | Moussa Saïb      | Jeunesse Sportive Kabylie | Vlag van Algerije  |
| 2005 | Billel Dziri     | USM Alger                 | Vlag van Algerije  |
| 2006 | Karim Ziani      | FC Sochaux                | Vlag van Frankrijk |
| 2007 | Karim Ziani      | Olympique Marseille       | Vlag van Frankrijk |
| 2008 | Rafik Saïfi      | FC Lorient                | Vlag van Frankrijk |
| 2009 | Madjid Bougherra | Glasgow Rangers           | Vlag van Schotland |
| 2010 | Madjid Bougherra | Glasgow Rangers           | Vlag van Schotland |
| 2011 | Ryad Boudebouz   | FC Sochaux                | Vlag van Frankrijk |
| 2012 | Sofiane Feghouli | FC Valence                | Vlag van Spanje    |
| 2013 | Islam Slimani    | Sporting Lissabon         | Vlag van Portugal  |
| 2014 | Yacine Brahimi   | FC Porto                  | Vlag van Portugal  |
| 2015 | Riyad Mahrez     | Leicester City            | Vlag van Engeland  |
| 2016 | Riyad Mahrez     | Leicester City            | Vlag van Engeland  |
| 2017 | Faouzi Ghoulam   | SSC Napoli                | Vlag van Italië    |